# Wierzchołek chmury
Wierzchołek chmury – najwyższa  widoczna część chmury. Zazwyczaj jego wysokość jest podawana w metrach lub stopach ponad powierzchnią Ziemi, albo  podawane jest ciśnienie na jakim znajdują się wierzchołki chmur.

## Pomiary
Wierzchołki chmur, zwłaszcza dla chmur stosunkowo płytkich można uzyskać z aktywnych metod teledetekcji, np. za pomocą ceilometru. Wysokość wierzchołków chmur można też uzyskać za pomocą aktywnych satelitarnych metod teledetekcyjnych np. Cloudsat.

## Pogoda i klimat
Dla chmur konwekcyjnych (np. cumulus, cumulus congestus, lub cumulonimbus) wierzchołki chmur zależą nie tylko od temperatury i wilgotności atmosfery, ale także od temperatury powierzchni Ziemi i od ilości pary wodnej poniżej podstawy chmury.